# Хомутовское сельское поселение (Ростовская область)
Хомутовское сельское поселение — муниципальное образование в Кагальницком районе Ростовской области.
Административный центр поселения — станица Хомутовская.

## История
История станицы Хомутовской берёт начало с середины XIX века. В эти годы на землях Старосеркасской станицы на балке Мокрый Батай было основано в 1842 году поселение получившее название хутор Мокробатайский. В 1873 году хутор был переименован в станицу Хомутовская. Развитие села шло благодаря наличию поблизости почтового тракта, проходившего по земле Области Войска Донского от Аксайской переправы на Кавказ. Трудности продвижении почты и проезжающих от военных до путешественников привели к тому, что было принято решение о застройке придорожной черты тракта хуторами и посёлками.
Согласно Высочайшего повеления Государя императора от 13 октября 1838 года решено из станицы Есауловской переселить на Задонский тракт крестьян полковницы Савостьяновой с зачислением их в казачье сословие Войска Донского. Согласно списку переселяемых крестьян составленного в апреле 1839 года Вторым Донским окружным сыскным начальством в нём числится 101 мужчина и 90 женщин.
Однако на выбранном месте под поселение люди отказались селиться по той причине что оно не имело не природных не временных водных источников. Для решения данной проблемы переселенцы попросили доверенных лиц Старочеркасской станицы подыскать более удобное место. Войсковое правление поручило начальнику Черкасского округа с доверенными Старочеркасской станицы отправиться к выбранному под поселение месту на Мокром Батае осмотреть его и если оно действительно окажется неудобным к заселению подыскать новое удобное место. Созданная Комиссия от 30 апреля 1842 года сообщала, что первое место находящееся в двух верстах от почтового тракта можно занять под поселение.
В списке поселений Российской империи на 1859 год значится казачий хутор Мокрый Батай при балке «Мокрый Батай» Старочеркасской станицы земли Войска Донского. В это время в селе было 148 мужчин и 152 женщины, живших на 57 дворах. В селе также был православный молитвенный дом, почтовая станция.
В 1858 году в хуторе была построена церковь. Церковь была однопрестольная, освящена во имя Казанской иконы Пресвятой Богородицы. Здание церкви было деревянным, с такой же колокольнею, покрыто железом.

## Административное устройство
В состав Хомутовского сельского поселения входят:
- станица Хомутовская;
- хутор Зелёная Роща;
- хутор Красноармейский;
- хутор Первомайский.

## Население
| 2010  | 2012  | 2013  | 2014  | 2015  | 2016  | 2017  |
| ----- | ----- | ----- | ----- | ----- | ----- | ----- |
| 1187  | ↗1206 | ↘1195 | ↘1173 | ↘1154 | ↘1137 | ↘1129 |
| 2018  | 2019  | 2020  | 2021  |       |       |       |
| ↘1102 | ↘1089 | ↘1084 | ↘1075 |       |       |       |